# 第1機械化師団 (人民解放軍陸軍)
第1機械化師団（机械化步兵第1师）は、中国人民解放軍陸軍の師団の1つ。第1集団軍に所属する。

## 歴史
- 1928年末 - 湘鄂辺の紅軍から紅4軍と紅6軍を編成
- 1930年7月 - 両軍は荊州公安で会合し、中国工農紅軍紅2軍団を編成
- 1937年8月 - 紅2軍団と紅28軍から、八路軍第120師第358旅（第715団、第716団）を編成。旅長盧冬生
- 1945年12月 - 盧冬生、ハルピンで戦死
- 1949年2月 - 第1野戦軍第1軍第1師に改称
- 1952年6月 - 第3師と統合
- 1953年 - 朝鮮戦争に参加
- 1961年1月 - 全軍の10個戦備直班師団の1つとなる。
- 1962年 - 東南沿岸部に緊急出動
- 1984年 - 老山防御作戦（中越国境紛争）に参加
- 1985年 - 第1集団軍歩兵第1師に改編
- 2000年 - 機械化歩兵師団に改編

## 編制
判明分のみ。（）内は、中国語名、名誉称号の順。
- 第1機械化歩兵連隊　（第1機歩団、紅軍団）
  - 第6中隊　（第6連、硬骨頭六連）
  - 第9中隊　（第9連、攻堅英雄連）
- 第2機械化歩兵連隊　（第2機歩団、紅軍団、百将団、抗洪搶険模範団）
  - 第3中隊　（第3連、堅守英雄連）
- 第3機械化歩兵連隊　（第3機歩団）
  - 第7中隊　（第7連、尖刀七連）
- 装甲連隊　（装甲団）
- 砲兵連隊　（砲兵団）
- 高射砲連隊　（高砲団）